# 프레드 아이커너
프레드 아이커너(영어: Fred Eychaner, 1945년 ~ )는 미국의 기업인으로, 미디어 기업 뉴스웹의 설립자이자 현 회장이다.